# Civitas Belgarum
Die Civitas Belgarum lag im Südwesten der römischen Provinz Britannien. Ihr Hauptort war Venta Belgarum, das heutige Winchester. Die Civitas entstand unter römischer Herrschaft aus dem Reich der keltischen Atrebaten, wobei die Civitas eine römische Kreation war und nur bedingt mit dem keltischen Königreich zu tun hat.
Claudius Ptolemäus nennt noch zwei weitere Orte im Gebiet der Belgae, Aquae Calidae (Kurort der heißen Quellen), bei dem es sich um Aquae Sulis (Bath) handelt, und einen bisher nicht identifizierten Ort mit dem Namen Iscalis.
Ein anderer bedeutender Ort der Civitas war Clausentum, ein Hafen auf dem Gebiet des heutigen Southampton. Auch die Isle of Wight gehörte zu ihr.